# Gévezé
Gévezé (bretonisch: Gevrezeg; Gallo: Jaebevae) ist eine französische Gemeinde mit 5987 Einwohnern (Stand: 1. Januar 2022) im Département Ille-et-Vilaine in der Region Bretagne. Sie gehört zum Arrondissement Rennes und zum Kanton Melesse.

## Geographie
Gévezé liegt am Fluss Flume, einem Zufluss der Vilaine.
Nachbargemeinden von Gévezé sind Langouet im Norden, Vignoc im Nordosten, La Mézière im Osten, Rennes im Südosten, Le Rheu und Pacé im Süden, Saint-Gilles und Parthenay-de-Bretagne im Südwesten, Romillé  im Westen sowie Langan im Nordwesten.

## Bevölkerungsentwicklung
| Jahr      | 1962 | 1968 | 1975 | 1982 | 1990 | 1999 | 2006 | 2017 |
| Einwohner | 1343 | 1327 | 1650 | 1983 | 2434 | 2759 | 3393 | 5301 |

## Sehenswürdigkeiten
- Kirche Sainte-Justine aus dem 11. Jahrhundert, mit Umbauten aus dem 16.–21. Jahrhundert
- Schloss Beauvais, erbaut im 17. Jahrhundert an der Stelle eines Herrenhauses aus dem 15. Jahrhundert,  Monument historique seit 1956

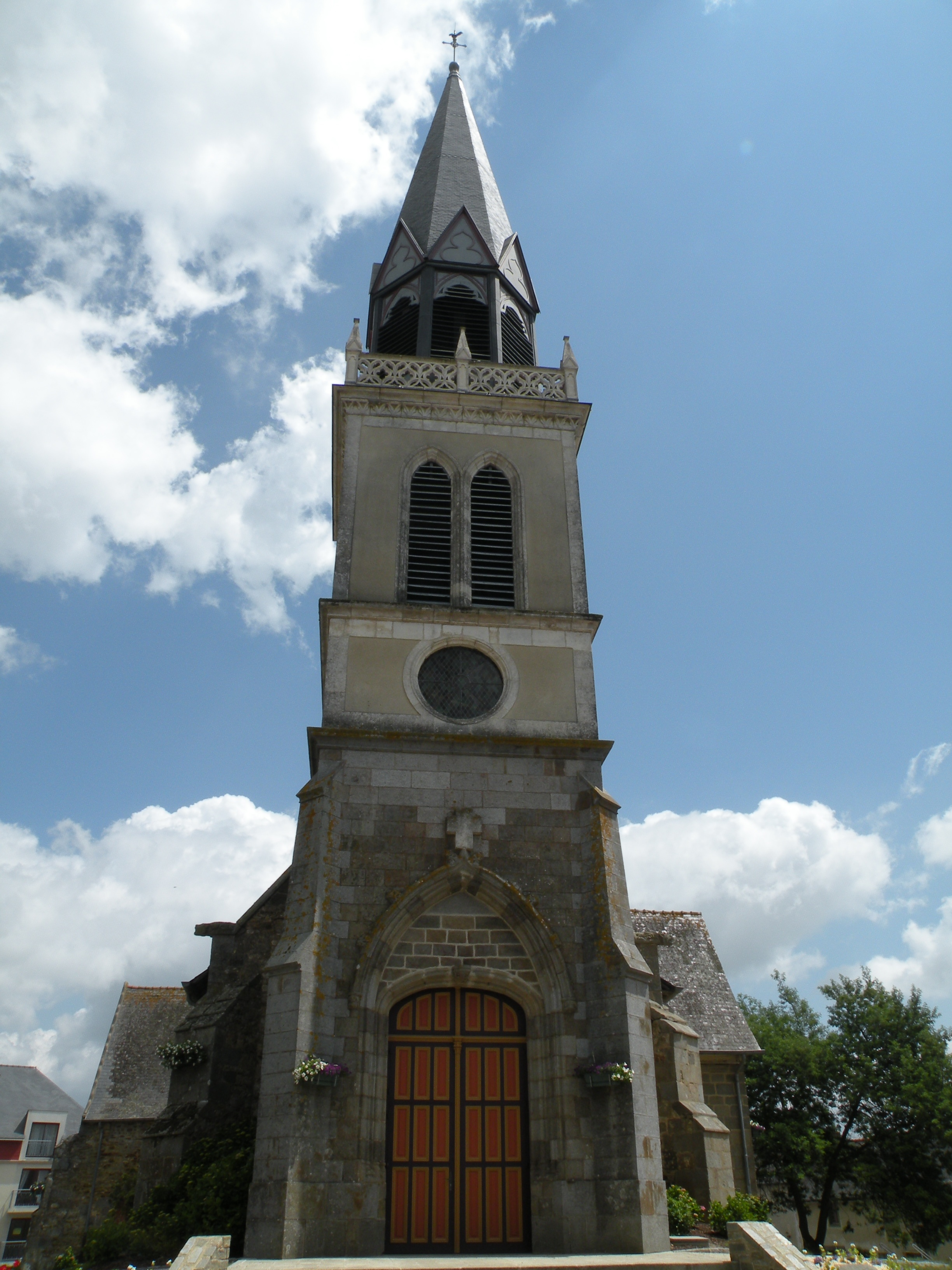
Kirche Sainte-Justine
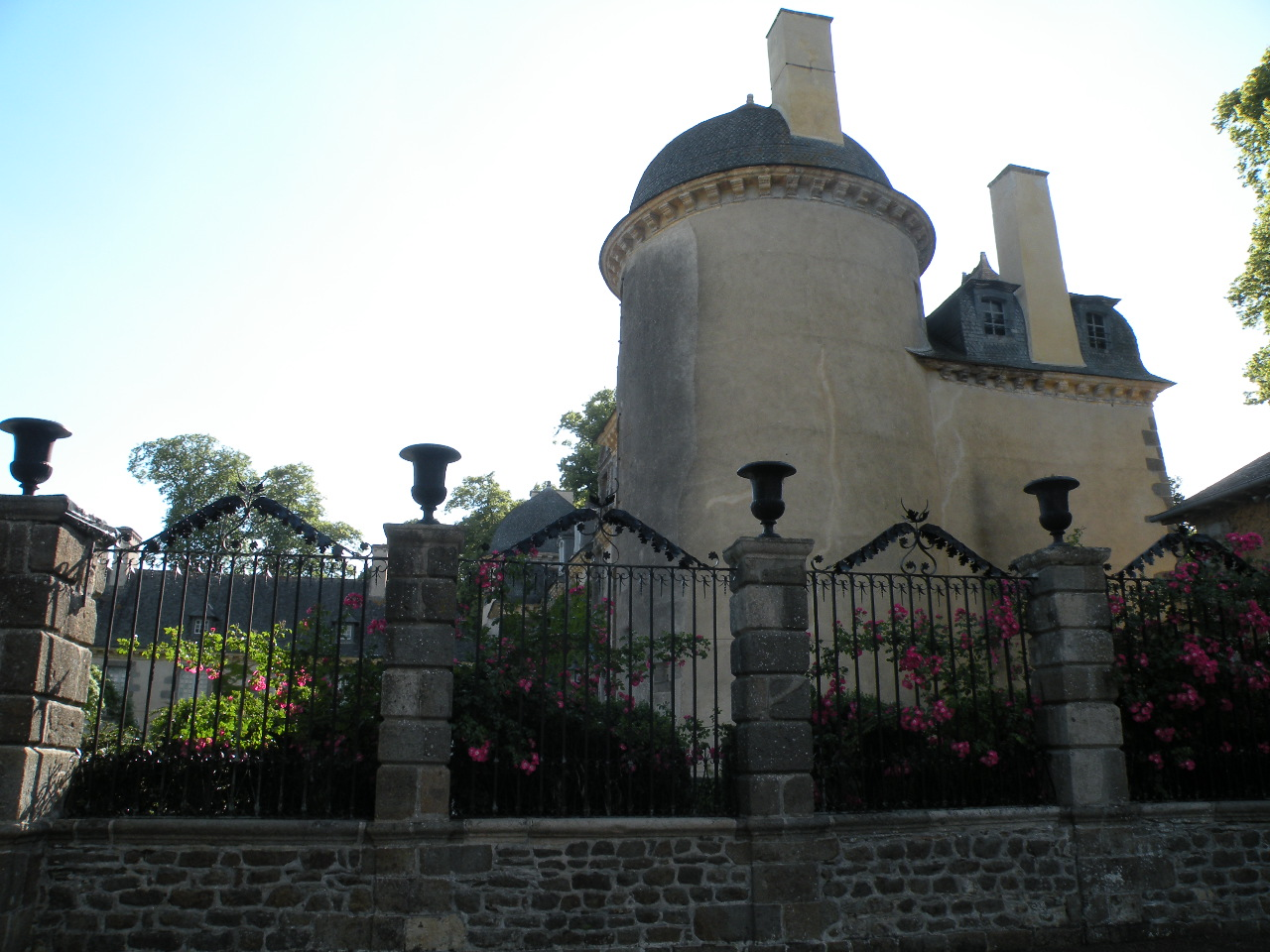
Schloss Beauvais